# Les P'tits Mots (chanson)
Pour l’article homonyme, voir Les P'tits Mots.

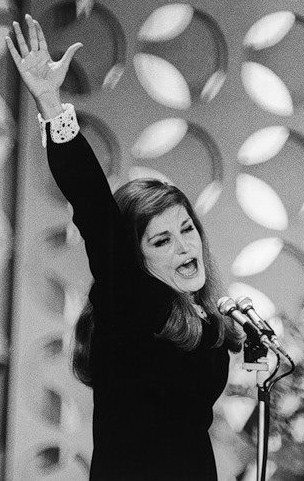
Dalida en 1967.

"Les P'tits Mots" est une chanson interprétée par Dalida, sortie en 1983. Elle fait partie de l'album du même nom, qui marque un tournant dans la carrière de la chanteuse, avec des thématiques plus personnelles et introspectives.
- Date de sortie : Janvier 1983.
- Single : Le single "Les P'tits Mots" inclut en face B la célèbre chanson Mourir sur scène.[1]

## Thématiques et style
- Les chansons de l'album, y compris Les P'tits Mots, abordent des thèmes variés comme l'amour, la nostalgie et des réflexions personnelles.
- Ce titre s'inscrit dans le registre de la variété française, avec une instrumentation mélodique et une interprétation émotionnelle typique de Dalida.

## Versions multilingues
Dalida a enregistré Les P'tits Mots dans plusieurs langues pour toucher un public international :
- Anglais : Little Words.[2]
- Italien : Le parole di ogni giorno.[3]
- Espagnol : Las palabras corrientes.[4]
- Allemand : Der Charme der kleine Worte.[5]

## Promotion et réception
- Dalida a fait la promotion de cette chanson lors d'apparitions télévisées, notamment dans une émission spéciale intitulée Numéro 1 à Dalida, où elle a interprété plusieurs titres.[6]
- La chanson, bien que moins emblématique que Mourir sur scène, a contribué à renforcer l'image sensible et introspective de l'artiste.

## Impact et héritage
Les P'tits Mots marque une période importante dans la carrière de Dalida, où elle explore des registres plus émotionnels tout en s'éloignant temporairement des chansons dansantes qui avaient dominé sa discographie précédente.